# LEGO WeDo
A LEGO WeDo oktatási célra kifejlesztett eszközök, amelyek 7–11 éves korú gyerekeknek segíthetnek a STEM (science, technology, engineering and mathematics = tudomány, technológia, mérnöktudomány és matematika) területek készségfejlesztésében. Ezek segítségével a gyerekek képesek LEGO-elemekből programozható „robotok” létrehozására.

## A készlet tartalma
Mindkét készlet nagy számban tartalmaz alap LEGO-építőelemeket és néhány speciális elemet, amelyek segítségével már nem csak egy egyszerű LEGO-építmény lesz. 

### LEGO WeDo 1.0[1]
A készlet 158 elemet tartalmaz, beleértve a következő táblázatban található speciális, programozható elemeket. 
| Elem neve             | Mire képes? |
| --------------------- | --- |
| USB-s központi egység | Ez az elem köti össze a speciális elemeket a számítógéppel                                                                            |
| Motor                 | A motor forgási erősségét, illetve forgási irányát be lehet állítani                                                                  |
| Döntésérzékelő        | 6 különböző állapotot képes érzékelni. Ezek: fel, le, adott irány, ezzel ellentétes irány, semmilyen elfordítás, bármilyen elfordítás |
| Mozgásérzékelő        | 15 centiméteres távolságig érzékeli azt, ami előtte van                                                                               |

### LEGO WeDo 2.0[6]
A készlet 202 elemet tartalmaz. A speciális elemek nagyrészt nem változtak a külsejüket leszámítva, kivéve a központi egységet.
A LEGO WeDo 2.0 központi egysége nem USB-vel csatlakozik a számítógéphez, hanem Bluetooth-szal. Az áramellátást így nem a számítógép adja, hanem 2AA-s elemek. Az egységnek ezenkívül van lámpája, ami képes 10 különböző színben világítani. 

## Programozása
A LEGO WeDo 1.0 és a LEGO WeDo 2.0 programozása kétféle szoftverrel lehetséges. Mindkét szoftver ugyanazon az elven működik abból a szempontból, hogy a felhasználó a megfelelő elemek behúzásával és beállításával hoz létre egy programot. A program így vizuálisan segít a programozásban, így nem előfeltétel bármilyen programozási nyelv ismerete, elég ha tudunk megfelelően gondolkodni.  

### A LEGO saját szoftverei
- LEGO WeDo 1.0-hoz: LEGO Education WeDo Programming Software[7]
- LEGO WeDo 2.0-hoz: LEGO WeDo 2.0 Programming Block[8]

A LEGO Education WeDo 2.0 letölthető androidos eszközökre is.

### Scratch LEGO WeDo kiegészítővel
A Scratch program lehetőséget ad arra, hogy különböző kiegészítőkkel a 2D-s programozáson kívül különböző valós eszközöket is programozhassunk a segítségével. 
A LEGO WeDo esetén külön lehet hozzáadni a LEGO WeDo 1.0 és a LEGO WeDo 2.0 programozásához a kiegészítőket.